# Efectes dels plaguicides en la salut humana
Els efectes dels plaguicides en la salut humana poden ser aguts o retardats en aquells que estan exposats.
L'aplicació de plaguicides i fertilitzants impacta sobre la salut humana, existint relacions directes entre diversos tipus de càncer, problemes en la pell, problemes neurològics, trastorns en el desenvolupament neurològic, defectes congènits i mort fetal. En particular, els treballadors rurals que han d'aplicar els productes agroquímics són els qui sofreixen el major risc i es veuen afectats pel contacte directe, arribant a sofrir danys genètics. La situació és particularment greu per els qui treballen en cultius intensius en el Tercer Món. L'OMS també adverteix que els qui es troben en àrees properes a l'aplicació també es troben en una situació de major risc d'exposició.
Una revisió sistemàtica de la literatura científica va trobar en 2007 que «la majoria dels estudis sobre el limfoma i la leucèmia no Hodgkin van mostrar associacions positives amb l'exposició a pesticides i, per tant, va concloure que l'ús de pesticides s'hauria de reduir.
Segons dades de l'OMS, unes 10 persones moren a l'any per l'ús de plaguicides i 20 queden intoxicades de forma aguda per la seva utilització en l'agricultura i la ramaderia. Segons la Conveni d'Estocolm sobre Contaminants Orgànics Persistents (2001), 9 dels 12 productes químics més perillosos i persistents eren pesticides, alguns dels quals s'han retirat de circulació.

## Efectes aguts
Poden ocórrer problemes de salut aguts en els treballadors que manegen pesticides, com a dolor abdominal, marejos, maldecaps, nàusees, vòmits, així com problemes en la pell i els ulls. A la Xina, s'estima que mig milió de persones són enverinades per pesticides cada any, 500 de les quals moren. Les piretrines, els insecticides comunament utilitzats en els pesticides comuns d'insectes, poden causar una condició potencialment mortal si s'inhalen.

## Efectes a llarg termini

### Càncer
Molts estudis han examinat els efectes de l'exposició a pesticides en el risc de càncer. S'han trobat associacions amb: leucèmia, limfoma, cervell, ronyó, mama, pròstata, pàncrees, fetge, pulmó i càncer de pell. Aquest major risc ocorre tant amb exposicions residencials com a ocupacionals. S'han trobat majors taxes de càncer entre els treballadors agrícoles que apliquen aquests químics. L'exposició ocupacional d'una mare als pesticides durant l'embaràs s'associa amb un augment en el risc de leucèmia, tumor de Wilms i càncer cerebral del nen. L'exposició a insecticides dins de la llar i herbicides en l'exterior de la llar està associada amb càncers de sang en nens.

### Neurològics
L'evidència vincula l'exposició a pesticides amb resultats de pobres acompliments neurològics.
L'Agència de Protecció Ambiental dels Estats Units va finalitzar una revisió de 10 anys dels pesticides organofosforats després de la Llei de Protecció de la Qualitat dels Aliments de 1996, però va fer poc per adonar dels efectes neurotòxics del desenvolupament, la qual cosa va generar fortes crítiques dins de l'agència i d'investigadors externs. No s'han realitzat estudis comparables amb pesticides més recents que estan reemplaçant als organofosforados, com els neonicotinoides.

### Efectes reproductius
L'evidència sòlida vincula l'exposició a pesticides amb defectes de naixement, mort fetal i creixement fetal alterat. L'Agent Taronja, una barreja 50:50 de 2,4,5-T i 2,4-D, s'ha associat amb mala salut i efectes genètics a Malaia i Vietnam. També es va descobrir que els fetus que en algun moment van estar exposades a pesticides tenien un baix pes en néixer i defectes de desenvolupament.

#### Fertilitat
Diversos pesticides, inclosos el dibromoclorofà i el 2,4-D, s'han associat amb una disminució de la fertilitat en els homes. L'exposició a pesticides va resultar en una fertilitat reduïda en els homes, alteracions genètiques en els espermatozoides, un nombre reduït d'espermatozoides, dany a l'epiteli germinal i funció hormonal alterada.

### Altres
Alguns estudis han trobat un major risc de dermatitis en les persones exposades.
A més, els estudis han indicat que l'exposició a pesticides està associada amb problemes respiratoris a llarg termini. Els resums d'investigacions revisades per parells han examinat el vincle entre l'exposició a pesticides i els resultats neurològics i el càncer, potser les dues coses més significatives que resulten en treballadors exposats a organofosforats.
Segons els investigadors dels Instituts Nacionals de Salut (NIH), els aplicadors de pesticides amb llicència que van usar pesticides clorats en més de 100 dies en la seva vida tenien un major risc de diabetis. Un estudi va trobar que les associacions entre pesticides específics i diabetis incidental van variar entre un 20 i un 200 per cent d'augment en el risc. El 3.4 per cent dels quals estaven en la categoria més baixa d'ús de pesticides van reportar nous casos de diabetis en comparació del 4.6 per cent dels quals estaven en la categoria més alta. Els riscos van ser majors quan els usuaris de pesticides específics es van comparar amb els aplicadors que mai van aplicar aquest químic.

## Ruta d'exposició
Les persones poden estar exposades als pesticides per una sèrie d'activitats diferents, que inclouen les seves activitats laborals i domèstiques. Les persones poden entrar en contacte amb els pesticides als seus espais de treball, en la llar i a l'escola. Els pesticides també poden trobar-se en els aliments i en l'aigua que consumeixen les persones. Les persones estan exposades als plaguicides a través de la inhalació, per mitjà de la contaminació de l'aire.
Existeix la preocupació que els pesticides utilitzats per controlar les plagues en els cultius agrícoles siguin perillosos per a les persones que consumeixen aquests aliments. Aquestes preocupacions són una de les raons del moviment d'aliments orgànics. Molts cultius alimentosos, incloent fruites i verdures, contenen residus de pesticides després de ser rentats o pelats. Els productes químics que ja no s'usen però que són resistents a la descomposició durant llargs períodes poden romandre en el sòl i l'aigua i, per tant, en els aliments.
La Comissió del Codex Alimentarius de les Nacions Unides ha recomanat normes internacionals para límits màxims de residus (LMR), per a pesticides individuals en els aliments.
A la Unió Europea, la DG-SANCO estableix els LMR.
Als Estats Units, els nivells de residus que romanen en els aliments es limiten als nivells de tolerància establerts per l'Agència de Protecció Ambiental dels Estats Units. L'APA estableix les toleràncies en funció de la toxicitat del pesticida i els seus productes de descomposició, la quantitat i freqüència de l'aplicació del pesticida i la quantitat de pesticida (és a dir, el residu) que roman en els aliments o sobre ells al moment de la seva comercialització i preparació.
Els nivells de tolerància s'obtenen mitjançant avaluacions de risc científiques que els fabricants de pesticides han de produir en fer estudis toxicològics, models d'exposició i estudis de residus abans que es pugui registrar un pesticida en particular, no obstant això, els efectes es proven per a pesticides individuals, i hi ha poca informació sobre possibles efectes sinèrgics de l'exposició a múltiples traces de pesticides en l'aire, els aliments i l'aigua.
Les maduixes i els tomàquets són els dos cultius amb l'ús més intensiu de fumigants del sòl. Són particularment vulnerables a diversos tipus de malalties, insectes, àcars i cucs paràsits. En 2003, solament a Califòrnia, es van utilitzar 3,7 milions de lliures (1.700 tones mètriques) de metà sòdic en els tomàquets. En els últims anys, altres agricultors han demostrat que és possible produir maduixes i tomàquets sense l'ús de productes químics nocius i de manera rendible.
Les rutes d'exposició diferents al consum d'aliments que contenen residus, en particular la deriva de pesticides, són potencialment significatives per al públic en general.
Alguns pesticides poden romandre en l'ambient per períodes perllongats de temps. Per exemple, la majoria de les persones als Estats Units encara tenen nivells detectables de DDT en els seus cossos a pesar que va ser prohibit als Estats Units en 1972.

## Prevenció
L'exposició a pesticides no pot estudiar-se en assajos controlats amb placebo, ja que això no seria ètic. Per tant, no es pot establir una relació de causa efecte definitiva. Evidència consistent pugues i ha estat recol·lectada a través d'altres dissenys d'estudi. Per tant, el principi de precaució s'usa amb freqüència en la legislació ambiental, de manera que no cal una prova absoluta abans que es realitzin esforços per disminuir l'exposició a toxines potencials.
L'Associació Mèdica Nord-americana recomana limitar l'exposició als pesticides i utilitzar alternatives menys perilloses. Van arribar a aquesta conclusió a causa del fet que els sistemes de vigilància actualment en ús són inadequats per determinar els problemes relacionats amb l'exposició. En l'informe publicat en 1997 advertien que:
| « | Existeix incertesa sobre els efectes de l'exposició perllongada de dosis baixes de plaguicides. Els sistemes de supervisió actuals són inadequats per definir els riscos potencials relacionats amb l'ús de plaguicides i amb malalties relacionades a plaguicides (...). Tenint en compte aquestes faltes de dades, és prudent (...) limitar l'exposició a plaguicides (...) i usar els plaguicides químics menys tòxics o recórrer a alternatives no químiques. | » |

La utilitat de la certificació de l'aplicador i els programes de notificació pública també tenen un valor desconegut en la seva capacitat per prevenir resultats adversos.

## Epidemiologia
L'Organització Mundial de la Salut i el Programa de les Nacions Unides per al Medi ambient estimen que cada any, 3 milions de treballadors en l'agricultura al món en desenvolupament sofreixen intoxicacions greus per pesticides, dels quals aproximadament 18.000 moren. Segons un estudi, fins a 25 milions de treballadors als països en desenvolupament poden sofrir enverinament lleu per pesticides anualment. Es van trobar nivells detectables de 50 pesticides diferents en la sang d'una mostra representativa de la població nord-americana.

## Conflictes d'interès en la investigació sobre pesticides
S'han plantejat preocupacions sobre conflictes d'interessos pel que fa a la base d'investigació. Després de la seva mort, es va descobrir que Richard Doll, de l'Imperial Cancer Research Fund a Anglaterra, tenia vincles no revelats amb el finançament de la indústria.